# L'amore medico (Wolf-Ferrari)
L'amore medico è un'opera in due atti di Ermanno Wolf-Ferrari, su libretto di Enrico Golisciani. La prima rappresentazione si tenne in tedesco, su traduzione di Richard Batka col titolo Der Liebhaber als Arzt, alla Semperoper di Dresda, il 4 dicembre 1913.
La prima italiana fu al Teatro Regio di Torino il 6 marzo 1929, diretta da Franco Capuana con i seguenti interpreti:

Il Signor Arnolfo: Ernesto Badini;

Lucinda: Assunta Gargiulo;

Clitandro: Alessio De Paolis;

Lisetta: Margherita Carosio;

Tomes: Giulio Tomei;

Desfonandres: Carlo Rama;

Macroton: Armando Giovo;

Bahis: Francesco Dominici;

Un notaro: Paolo Ferretti.

## Trama

### Atto I
La scena è il giardino di una splendida villa nei pressi di Parigi, durante il regno di Luigi XIV.
All'alzarsi del sipario, si vede Arnolfo, il proprietario, a cui alcuni amici stanno cercando di fare coraggio per la debole salute della sua unica figlia, Lucinda. Ma i loro sforzi sono vani e Arnolfo li congeda, ringraziandoli. Quindi giunge Lucinda, in abiti infantili che stridono assurdamente con la sua età. Ella è pallida e triste. Arnolfo si prodiga in sforzi grotteschi per rallegrarla: la prende in grembo e le canta una ninna-nanna; le offre giocattoli e ninnoli da bambina; ma niente riesce a destare l'interesse della ragazza. Allora viene ad Arnolfo l'idea sconcertante che la figlia possa essere innamorata, e l'interroga trepidante. Lei ammette ingenuamente, e Arnolfo è preso da un accesso di furia senile, molto accresciuta dal comportamento di Lisetta, la cameriera di Lucinda, la quale giunta in scena dichiara che un marito è ciò che serve a Lucinda, e conferma combattiva la sua idea fino a che Arnolfo, fuori di sé dalla rabbia, batte in ritirata. Si ode quindi la voce di Clitandro, lo spasimante di Lucinda, al di fuori del giardino, che implora di sapere se il suo amore è ricambiato. Lucinda, sopraffatta dall'emozione, è incapace di parlare, e Clitandro se ne va senza ottenere risposta. Lucinda è disperata. Lisetta, chiamata in aiuto, la manda a letto e le propone un astuto misterioso piano che risolverà ogni problema. Lucinda accondiscende, ed entrambe si preparano a mettere in atto il piano.
Giunge Arnolfo, portando con sé attrezzi da giardino, e si gingilla con le piante e i fiori, brontolando tutto il tempo di come portare la figlia in un luogo inaccessibile e tenerla tutta per sé. Vinto dall'aria soleggiata, si addormenta e russa pacificamente. Arnolfo è strappato al sonno da Lisetta, che grida che Lucinda è in pericolo e potrebbe morire da un momento all'altro. Freneticamente, Arnolfo chiama tutti i servitori, ordinando di andare a prendere tutti i medici che è possibile trovare. Arnolfo stesso si precipita alla ricerca di un dottore, ma appena giunto al cancello viene travolto da una torma di farmacisti che, vedendolo leggermente ferito alla mano, lo attorniano e insistono a volergli applicare bende e lozioni. Poi appaiono solennemente quattro medici e la scena si riempie di amici e vicini, che discutono della novità e offrono conforto. Nel grottesco parapiglia che conclude l'atto, Lisetta scivola via per andare a prendere «il dottor che so io».

### Atto II
Il secondo atto, la cui scena è una ricca sala nella casa, si apre con quattro dottori in consulto. Ciascuno di questi ciarlatani fa una diagnosi diversa e propone il corrispondente rimedio. Essi discutono animatamente ma non concludono nulla, e infine se ne vanno disgustati, dopo essere riusciti a strappare un grosso onorario ed essersi reciprocamente insultati. Poi, quando Arnolfo ha ormai perso ogni speranza di vedere la figlia guarita, giunge Lisetta conducendo «il re dei medici, il dottor Codignac», che non è altri che Clitandro camuffato. Quest'ultimo, dopo avere esaminato la paziente, dichiara che il suo male è nell'anima, che viene dall'ossessione di doversi sposare. Clitandro propone di curare la malata celebrando un finto matrimonio, in cui il suo segretario farà la parte del notaio. Arnolfo, per amore della salute di Lucinda, acconsente subito a questo sotterfugio, ma non si accorge che il presunto segretario è un vero notaio. Arnolfo è felice per l'ingegnoso trattamento, ma quando i due amanti scappano improvvisamente si rende conto dell'inganno e di essere stato imbrogliato.

## Discografia
- 1967 - Giuseppe Valdengo (Arnolfo), Jolanda Meneguzzer (Lucinda), Agostino Lazzari (Clitandro), Emilia Ravaglia (Lisetta), Elio Castellano (Tomes, Notaro), Domenico Trimarchi (Desfonandres), Paolo Pedani (Macroton), Florindo Andreolli (Bahis) - Arturo Basile (direttore) - Orchestra Coro di Milano della RAI - Registrazione dal vivo - LP: Golden Age of Opera; CD: Omega Opera Archive 1281[3]
- 2009 - Solo l'ouverture e l'intermezzo - Gianandrea Noseda (direttore) - Orchestra BBC Philharmonic - CD: Chandos CHAN 10511[4]